# Erika Hilton
Erika Santos Silva, conocida como Erika Hilton (Franco da Rocha, 9 de diciembre de 1992) es una activista por los derechos de las personas negras y del colectivo LGBT y política brasileña.
Afiliada al Partido Socialismo y Libertad (PSOL), en las elecciones de 2020  ganó notoriedad nacional e internacional al ser la primera concejala transgénero elegida por la ciudad de São Paulo y la más votada del país. En 2022 se presentó como candidata a la Cámara de Diputados por el Estado de São Paulo. Con 256.903 votos, obtuvo un escaño y se convirtió en la  diputada federal más votada.

## Biografía
Hilton nació en Franco da Rocha y creció en la periferia de Francisco Morato, ambos municipios de la región metropolitana de São Paulo. A los catorce años, se trasladó con su familia a Itu, en el interior de São Paulo. En su adolescencia vivió con sus tíos evangélicos, y sufrió violencia de género. Fue forzada a frecuentar la iglesia en busca de una "cura" divina y a los quince años fue expulsada de su hogar y tuvo que vivir en la calle donde recurrió a la prostitución para sobrevivir. Al cabo de seis años fue rescatada por su madre quien la ayudó a retomar sus estudios. Cuando acabó secundaria, se matriculó en la Universidad Federal de São Carlos donde se matriculó en  pedagogía y gerontología, sin llegar a concluir los estudios.

## Carrera política
Inició su carrera política en 2015, tras una disputa con una empresa de transporte público que se negó a imprimir su nombre social femenino en un pasaje de autobús. La legislación en São Paulo que garantiza derechos de identidad a las personas trans  no se aplicaba a empresas privadas. Hilton puso en marcha una campaña en línea defendiendo el derecho de las personas trans a escoger sus propios nombres. Finalmente Hilton logró sacar adelante su demanda.
La repercusión del caso hizo que Hilton ganara reputación como defensora de los derechos trans. Fue invitada por el Partido Socialismo y Libertad a afiliarse en sus filas en 2016, con él se presentó a las elecciones municipales como candidata a concejal por el municipio de Itu, pero no tuvo éxito.
En 2018, fue invitada para integrar la Bancada Activista. El grupo, compuesto por nueve personas, lanzó una candidatura colectiva para una plaza en la Asamblea Legislativa de São Paulo (ALESP). La Bancada Activista, representada oficialmente por Mônica Seixas, fue elegida con 149.844 votos y Hilton, junto con Seixas y otras siete personas asumieron un mandato compartido, algo inédito en la ALESP. Hilton fue nombrada asesora con un salario correspondiente a su cargo.
En 2020 dejó el cargo en ALESP para preparar su candidatura como concejala en São Paulo. Fue elegida con 50.508 votos, convirtiéndose en la concejala más votada de Brasil y la primera mujer trans en ocupar un escaño en el Concejo Municipal de São Paulo. Asumió el mandato de concejala el 1 de enero de 2021 en la 18.ª legislatura del Ayuntamiento de São Paulo.

### Diputada Federal
En 2022 se presentó como candidata a la Cámara de Diputados por el Estado de São Paulo. Obtuvo un escaño como diputada federal con 256.903 votos. Junto con Duda Salabert y Robeyoncé Lima, se convirtió en una de las primeras diputadas trans del Brasil.

## Reconocimientos
En 2022 fue elegida como una de las 100 mujeres más influyentes del mundo según la BBC. 